# Chang Cheng-Hsien
Detta är ett kinesiskt namn; familjenamnet är Chang.
Chang Cheng-Hsien (förenklad kinesiska: 张正宪; traditionell kinesiska: 張正憲; pinyin: Zhāng Zhèngxiàn), född den 8 februari 1967 i länet Jiayi, är en taiwanesisk före detta professionell basebollspelare som tog silver vid olympiska sommarspelen 1992 i Barcelona.